# Perithemis domitia
Perithemis domitia är en trollsländeart som först beskrevs av Dru Drury 1773.  Perithemis domitia ingår i släktet Perithemis och familjen segeltrollsländor. IUCN kategoriserar arten globalt som livskraftig. Inga underarter finns listade i Catalogue of Life.